# Полежаев, Леонид Константинович
Леони́д Константи́нович Полежа́ев (род. 30 января 1940, Омск) — первый губернатор Омской области с 11 ноября 1991 года по 30 мая 2012 года.

## Биография
Родился 30 января 1940 года в городе Омске.
В начале сороковых семья обосновалась в Исилькуле. Отец Константин Антонович работал в паровозной бригаде локомотивного депо станции Исилькуль машинистом-инструктором.
В 1947 году Леонид Полежаев поступил в 1-й класс средней школы №41 станции Исилькуль Западно-Сибирской железной дороги, которую окончил в 1958 году.

### Образование и трудовая деятельность
Окончив школу, работал кузнецом на заводе им. В. В. Куйбышева в городе Петропавловске (КазССР).
В 1965 году окончил Гидротехнический факультет Омского сельскохозяйственного института.
С 1965 по 1966 год являлся прорабом Павлодарского строительно-монтажного управления треста «Целинкрайводострой», с 1966 по 1972 год — главным инженером Павлодарского областного управления водного хозяйства, заместителем начальника областного управления сельского хозяйства.
В 1969 году вступил в ряды КПСС.
С 1972 по 1973 год — управляющий трестом «Иртышканалстрой», с 1973 по 1976 год — управляющий трестом «Павлодарстрой».
С 1976 по 1982 год был начальником строительства канала Иртыш — Караганда.

### Политическая деятельность
С 1982 по 1987 год занимал пост первого заместителя председателя исполкома Карагандинского областного Совета народных депутатов.
В 1986 году окончил Академию общественных наук при ЦК КПСС.
С 1987 по 1989 год являлся начальником объединения «Омскводстрой».
В 1989-1990 гг. — начальник главного планово-экономического управления, заместитель председателя Омского облисполкома.
В 1990 году проиграл выборы народных депутатов РСФСР Олегу Смолину. В том же году избран депутатом Омского областного Совета народных депутатов.
31 марта 1990 года избран председателем исполкома Омского облсовета. В августе 1991 года вышел из КПСС.
11 ноября 1991 года указом Президента РСФСР Б. Н. Ельцина назначен главой администрации Омской области.
В ноябре 1993 года был выдвинут кандидатом в депутаты Совета Федерации. Победил, набрав 70 % голосов избирателей. Являлся членом Комитета СФ по делам Федерации, Федеративному договору и региональной политике.
С 1994 по 15 декабря 1996 года возглавлял межрегиональную ассоциацию «Сибирское соглашение», с 1993 года — председатель Координационного совета по промышленной политике и конверсии МАСС.
17 декабря 1995 года избран губернатором Омской области (около 70 % голосов избирателей).
5 сентября 1999 года вновь избран на пост главы региона, набрав более 57% избирателей. Входил в Совет Федерации, был членом Комитета по вопросам социальной политики.
С 12 марта по 17 сентября 2001 — член президиума Государственного совета Российской Федерации.
7 сентября 2003 года на очередных губернаторских выборах был переизбран на третий срок, получив на выборах 55,9 % голосов избирателей.
21 мая 2007 года Президент России В. В. Путин внёс кандидатуру Л. К. Полежаева для наделения полномочиями губернатора Омской области на новый 5-летний срок. 24 мая Законодательное собрание области утвердило Л. К. Полежаева в должности.
С 1995 — сопредседатель Консультационного совета глав администраций приграничных территорий России и Казахстана.
Возглавил комитет, главной задачей которого является персональная забота о каждом ветеране (включая улучшение жилищных условий). Был награждён грамотой российского организационного комитета «Победа» за подписью президента Дмитрия Медведева за работу с ветеранами.
11 ноября 2010 года Леонид Константинович предложил полпреду президента в Сибирском федеральном округе Виктору Толоконскому перевести Омскую и Новосибирскую область на московское время, сославшись на то, что Сибири это будет намного удобнее: не придётся часто ездить в Москву для решения вопросов.
После истечения срока полномочий на посту губернатора Омской области (30 мая 2012) возглавил региональный общественный фонд «Духовное наследие».

## Награды
государственные:
- Орден «За заслуги перед Отечеством» III степени (30 января 2006) — за большой вклад в социально-экономическое развитие области и многолетнюю добросовестную работу[8]
- Орден «За заслуги перед Отечеством» IV степени (11 декабря 2001) — за большой вклад в социально-экономическое развитие области и многолетнюю добросовестную работу[9]
- Орден Александра Невского (2025)[10]
- Орден Почёта (2 мая 1996) — за заслуги перед государством и многолетний добросовестный труд[11]
- Орден «Знак Почёта»[2]
- Орден Трудового Красного Знамени[2]
- Почётная грамота Президента Российской Федерации (29 января 2010) — за большой вклад в социально-экономическое развитие области и многолетнюю добросовестную работу[12]

иностранные:
- Государственная премия мира и согласия (Казахстан) (1996)[2].
- Орден Достык II степени (Казахстан)

ведомственные:
- Почётная грамота Правительства Российской Федерации (17 января 2000) — за большой вклад в социально-экономическое развитие Омской области и многолетний добросовестный труд[13]
- Медаль «За боевое содружество» (ФСБ России; 2006)[14]
- Медаль «За содействие органам наркоконтроля» (ФСКН России, 2007 год)[15]
- Знак Королёва (Федеральное космическое агентство, 25 января 2012) — за личный вклад в реализацию космических программ[16]

общественные:
- Лауреат национальной премии бизнес-репутации «Дарин» Российской Академии бизнеса и предпринимательства в 2004 г.

звания:
- Заслуженный строитель Российской Федерации (16 апреля 2012) — за заслуги в области строительства и многолетнюю добросовестную работу [17]
- Член-корреспондент Российской академии инженерных наук[1][2]
- Член-корреспондент Международной академии инженерных наук[1][2]
- Почётный профессор Омского государственного университета[1]
- Почётный профессор Омской академии МВД РФ

## Личная жизнь
Женат. Жена — Татьяна Петровна Полежаева. Имеет двоих сыновей, внука и внучку. Один из сыновей — Константин — депутат Законодательного собрания Омской области 4-го созыва от партии «Единая Россия».
Подал иск в Омский центральный районный суд к Алме Бухарбаевой — матери пятерых детей, чей сын погиб во время службы в Бикинском гарнизоне Хабаровского края и был доставлен домой без внутренних органов. Полежаев посчитал, что фраза «Путин и Полежаев — убийцы наших детей. Убейте нас, матерей» на плакате Алмы Бухарбаевой во время митинга солдатских матерей оскорбляет его честь и достоинство. Женщину обвинили в экстремизме. Суд удовлетворил иск губернатора, но защитники Алмы Бухарбаевой были намерены обжаловать решение в Омском областном суде. Затем Полежаев через официальный сайт областного правительства попросил прощения у Алмы, а кассационная коллегия Омского областного суда отменила решение Центрального суда Омска.

### Слухи о смерти в августе 2010 года
13 августа 2010 года в Омске стали распространяться слухи о смерти Л. Полежаева. 14 августа обсуждение слухов продолжилось с утверждением, что о смерти губернатора сообщили на утреннем милицейском разводе. Странным было молчание властей. Ответ от власти дал только ответственный дежурный по правительству региона В. Страшков, объявивший, что слухи неверны, поскольку он лично разговаривал с губернатором по телефону 14 августа.
Днём 16 августа руководитель аппарата губернатора Омской области Владимир Радул заявил, что губернатор здоров и контролирует ситуацию в регионе, с ним ежедневно связываются.
Слухи правительством были названы спланированной акцией. О сложившейся ситуации были уведомлены федеральное правительство и ФСБ. Началось расследование с целью выявления источника слухов. Была версия, что причиной явилась вражда между Леонидом Полежаевым и начальником УВД по Омской области Виктором Камерцелем, обострившаяся после аварии с участием КАМАЗа и автобуса с детьми.
21 августа губернатор вернулся в область и приступил к работе, посетив Исилькульский район.
30 августа он обнародовал мнение, что в распространении ложной информации о его смерти виновны несколько чиновников.